# 東インドネシア国

東インドネシア国
Negara Indonesia Timur

東側に広がる "Negara Indonesia Timur" 表記部分が
東インドネシア国の領分

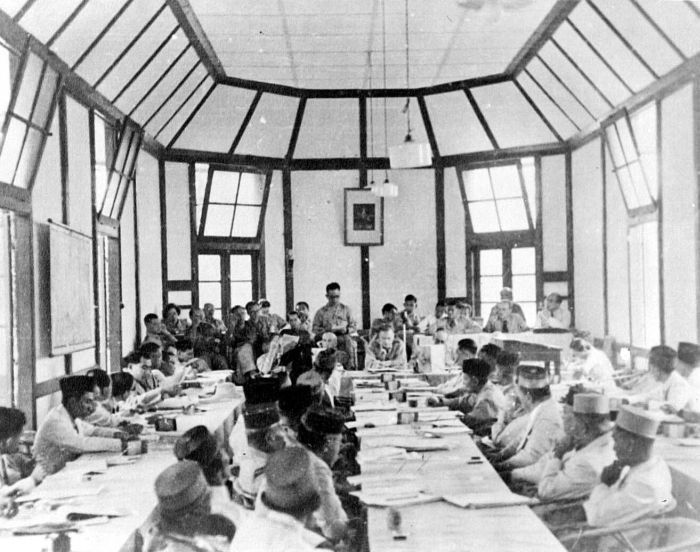
マリノ会議

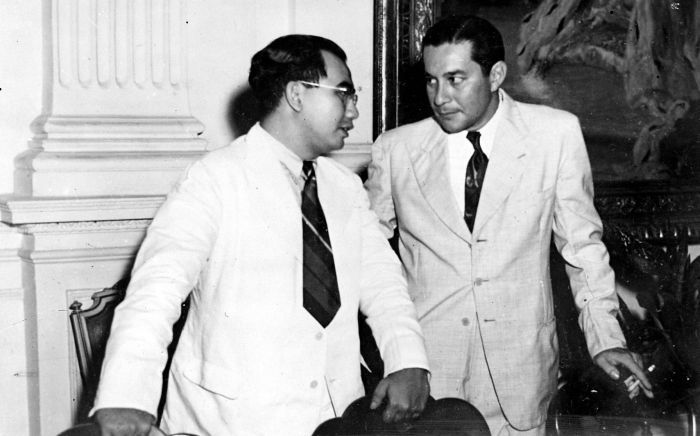
ゲデ・アグン

東インドネシア国 (ひがしインドネシアこく、インドネシア語: Negara Indonesia Timur、英語: State of East Indonesia) は、第二次世界大戦後にオランダ領東インド（蘭印）に作られた国。インドネシア独立戦争を戦う旧宗主国オランダの思惑により大東国（インドネシア語: Negara Timur Besar、英語: State of Great East）として樹立されたが、のちにインドネシアに合流した。

## 歴史
日本軍が蘭印を占領した際、西部を陸軍、東部を海軍が占領して別々に軍政を敷いていた。日本の降伏後、連合軍が進駐して西部を英印軍、東部をオーストラリア軍が引き続き占領した。傀儡国家の樹立を目論むオランダは1946年7月16-25日、セレベス島にマリノ会議を召集し、東部の王侯らに忠誠を誓わせ大東国の設立を提案した。12月7-24日のデンパサール会議を経て、24日大東国の成立を宣言。人口の多い西部占領地のジャワ島に対抗するため、西部だったバリ島も編入された。
3日後の12月27日、スカワティらバリ人の要求で、東インドネシア国と改称。バリ貴族でインドネシア共和国寄りのゲデ・アグン、スカワティらの指導者により、ハーグ円卓会議でインドネシア連邦共和国としての独立に道が開かれ、1950年8月17日インドネシア共和国へ合流した。しかし、最もオランダ寄りだった南マルクでは南マルク共和国の成立が宣言され、その後も武力抵抗が続いたが。1952年までにインドネシア政府に鎮圧された。